# Aeroportul Kuusamo
Aeroportul Kuusamo (IATA: KAO, ICAO: EFKS) este un aeroport din Kuusamo, Ostrobotnia de Nord, Agenția de Stat de Administrare Regională Finlanda de Nord⁠(d), Finlanda ce deservește zona Kuusamo. Aeroportul a fost tranzitat în 2022 de 117.104 pasageri. A fost deschis în 1969 și numit după zona deservită.
Situat la o altitudine de 265 m, aeroportul dispune de 1 pistă. Este operat de Finavia⁠(d).

## Infrastructură

### Piste
Aeroportul dispune de o singură pistă. Pista 12/30 are suprafața de asfalt și dimensiunile 2.460 m × 45 m. 